# Jonathan Paul
Jonathan Anton Alexander Paul (12. května 1853, Gartz (Oder) – 25. dubna 1931, Lauter) byl vůdčí osobnost německého letničního hnutí, původně evangelický pastor; teolog, překladatel bible, skladatel duchovních písní.